# Durban, Gers
Durban este o comună în departamentul Gers din sudul Franței. În 2009 avea o populație de 148 de locuitori.

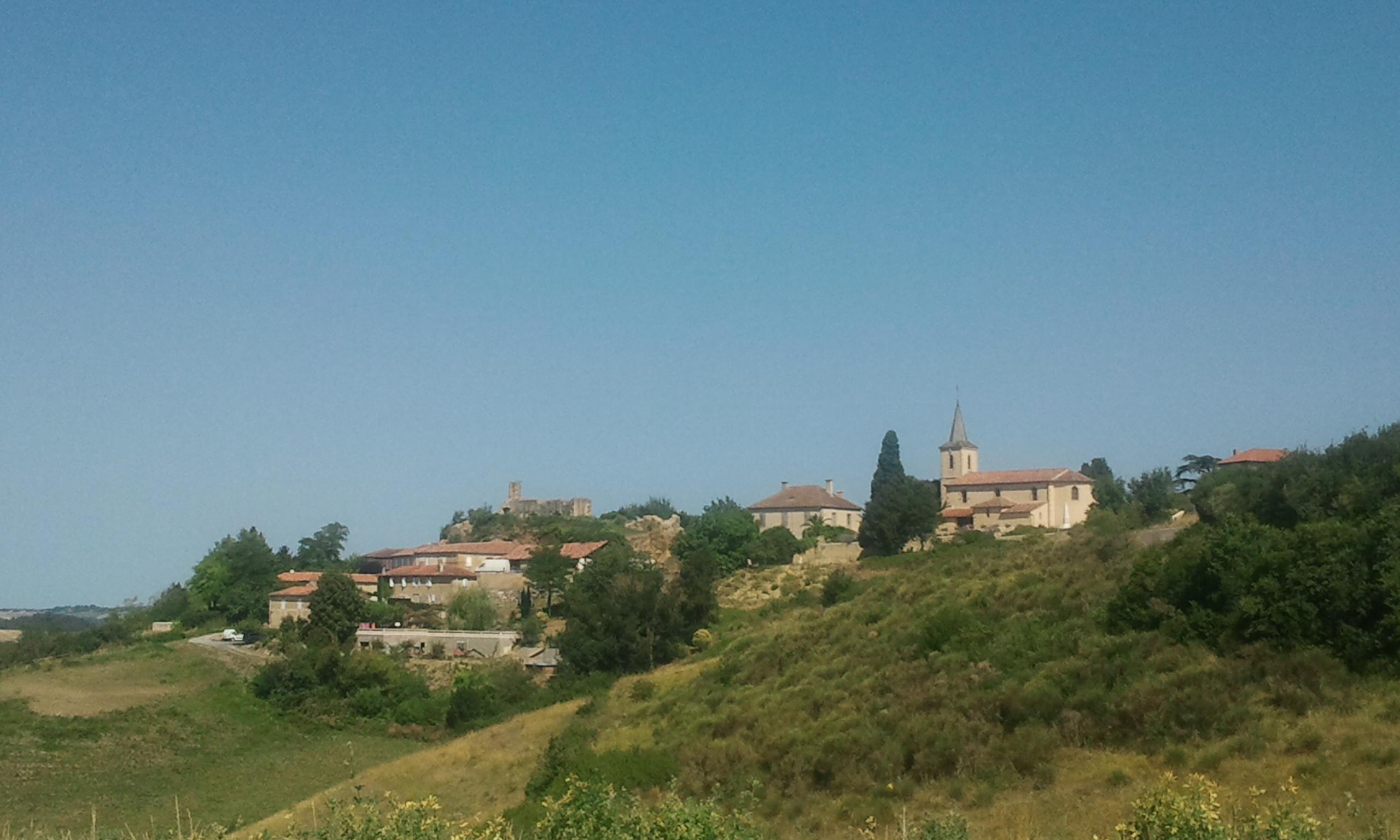
Durban

## Evoluția populației
| An        | 1975 | 1982 | 1990 | 1999 | 2006 | 2009 |
| --------- | ---- | ---- | ---- | ---- | ---- | ---- |
| Populație | 156  | 167  | 173  | 162  | 175  | 148  |